# Asteroid de tip K
Asteroizii de tip K sunt asteroizi relativ nerăspândiți cu un spectru moderat de roșiatic mai sus de 0.75 μm, și o tendință ușoară spre albastru mai sus de aceasta. Ei au un albedo jos. Spectrul lora se aseamănă cu acela a meteoritelor CV și CO. Un tip K mai mare este 9 Metis. 
Acești asteroizi au fost descriși ca tip S "fără calități" în clasificarea Tholen. Tipul K a fost propus de J. F. Bell și colegi în 1988 pentru corpuri care au o trăsătură de absorbție particular de superficială de 1 μm, și la care lipsește absorbția de 2 μm. Acestea au fost găsite în timpul studierii familiei Eos a asteroizilor.